# Szymon Wiśniewski (geograf)
Szymon Wiśniewski (ur. 15.02.1987 w Łodzi) – polski geograf, specjalista w zakresie geografii transportu, wykładowca Wydziału Nauk Geograficznych Uniwersytetu Łódzkiego.

## Życiorys
W 2011 roku ukończył studia magisterskie na Wydziale Nauk Geograficznych Uniwersytetu Łódzkiego (praca: Centra logistyczne a zagospodarowanie gminy Stryków, promotor: dr B. Bartosiewicz). Doktoryzował się na macierzystej uczelni na podstawie rozprawy pt.: Zróżnicowanie dostępności transportowej miast w województwie łódzkim napisanej pod kierunkiem prof. dr hab. T. Marszała. 
Stopień naukowy doktora habilitowanego w zakresie geografii (geografii społeczno-ekonomicznej i gospodarki przestrzennej) uzyskał w 2022 w oparciu o rozprawę pt.: Dostępność transportowa i obciążenie sieci drogowej w Polsce w świetle zagrożeń powodziowych.
Od 2012 roku zawodowo związany z Uniwersytetem Łódzkim i zatrudniony w Instytucie (wcześniej Katedrze) Zagospodarowania Środowiska i Polityki Przestrzennej oraz 
- od 2014 członek zespołu redakcyjnego i sekretarz „Biuletynu Szadkowskiego”[6];
- od 2016 sekretarz a od 2022 kierownik Ośrodka Badawczego Europejskiej Polityki Przestrzennej i Rozwoju Lokalnego[7];
- od 2016 redaktor tematyczny czasopisma „Prace Komisji Geografii Komunikacji PTG”[8];
- od 2019 członek Zespołu Zadaniowego ds. Wielkoskalowych Projektów Rozwojowych Komitetu Przestrzennego Zagospodarowania Kraju[9] PAN;
- od 2020 członek Zarządu Komisji Geografii Komunikacji Polskiego Towarzystwa Geograficznego.

## Wyróżnienia i odznaczenia
Nagroda Marszałka Województwa Łódzkiego za najlepszą pracę magisterską (2012), Indywidualna Nagroda I stopnia Rektora UŁ (2016), Nagroda II stopnia w I Konkursie im. prof. Ludwika Straszewicza na najlepszy artykuł z zakresu geografii społeczno-ekonomicznej i gospodarki przestrzennej (2017), Indywidualna Nagroda II stopnia Rektora UŁ (2017), Zespołowa Nagroda II stopnia Rektora UŁ za cykl publikacji (2018).

## Wybrane publikacje
- Borowska-Stefańska M., Kowalski M., Turoboś F., Wiśniewski S., Andrei M.T. (2017), Optimisation Patterns for the Process of a Planned Evacuation in the Event of a Flood, „Environmental Hazards”, Vol. 18, No. 4, s. 335−360.
- Borowska-Stefańska M., Domagalski A., Wiśniewski S. (2018), Changes Concerning Commute Traffic Distribution on a Road Network Following the Occurrence of a Natural Disaster – The Example of a Flood in the Mazovian Voivodeship (Eastern Poland), „Transportation Research Part D: Transport and Environment”, Vol. 65, s. 116–137.
- Borowska-Stefańska M., Leśniewska-Napierała K., Wiśniewski S. (2018), Land Cover Changes in Poland between 1990 and 2012, „Geografie”, Vol. 123, No. 1, s. 63−83.
- Wiśniewski S. (2018), Relations between Theoretical and Real-Time Accessibility for Inter-Regional, Intra-Regional and Intra-Urban Car Journeys: The Example of Poland, „Bulletin of Geography. Socio-economic Series”, No. 41, s. 45−58.
- Borowska-Stefańska M., Kowalski M., Wiśniewski S. (2019), The Measurement of Mobility-Based Accessibility – the Impact of Floods on Trips of Various Length and Motivation, „ISPRS International Journal of Geo-Information”, Vol. 8, No. 12, s. 1−29.
- Borowska-Stefańska M., Kowalski M., Wiśniewski S. (2020), Changes in Travel Time and the Load of Road Network, Depending on the Diversification of Working Hours: Case Study the Łódź Voivodeship, Poland, „Geografie”, Vol. 125, No. 2, s. 211−241.
- Borowska-Stefańska M., Kowalski M., Wiśniewski S. (2020), Changes in Urban Transport Behaviours and Spatial Mobility Resulting from the Introduction of Statutory Sunday Retail Restrictions: A Case Study of Lodz, Poland, „Moravian Geographical Reports”, Vol. 28 (1), s. 29−47.
- Wiśniewski S., Borowska-Stefańska M., Kowalski M., Sapińska P. (2020), Vulnerability of the Accessibility to Grocery Shopping in the Event of Flooding, Transportation Research Part D: Transport and Environment, Vol. 87, [online] https://www.sciencedirect.com/science/article/pii/S1361920920306970 [dostęp: 1.02.2021].
- Borowska-Stefańska M., Kobojek S., Kowalski M., Lewicki M., Tomalski P., Wiśniewski S. (2021), Changes in the Spatial Development of Flood Hazard Areas in Poland between 1990 and 2018 in the Light of Legal Conditions, „Land Use Policy”, Vol. 102, [online] https://www.sciencedirect.com/science/article/pii/S0264837720326120 [dostęp: 1.02.2021].
- Wiśniewski S. (2021), Dostępność transportowa i obciążenie sieci drogowej w Polsce w świetle zagrożeń powodziowych, Wydawnictwo Uniwersytetu Łódzkiego, Łódź, 456 s.